# Vjatjeslav Ivanov
Olympikern med samma namn, se Vjatjeslav Ivanov (roddare)

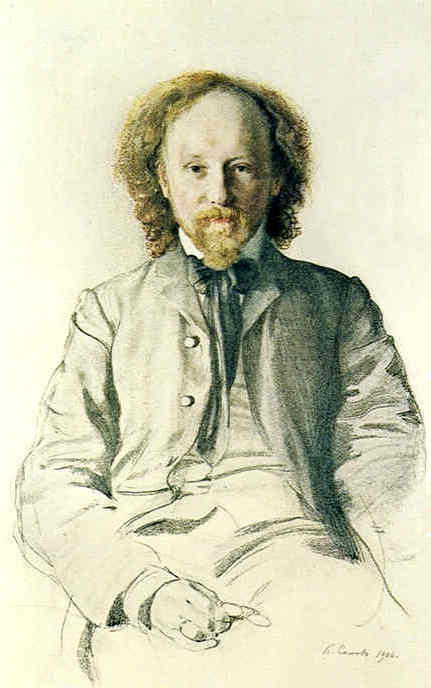
Vjatjeslav Ivanov porträtterad av Konstantin Somov 1906.

Vjatjeslav Ivanovitj Ivanov född 28 februari 1866 i Moskva, död 16 juli 1949 i Rom, var en rysk författare och översättare.
Ivanov studerade historia och klassisk filologi i Moskva och Berlin, och påverkades av Vladimir Solovjov och Friedrich Nietzsche. Han reste till Grekland, Egypten och Palestina 1902 för att samla material om Dionysoskulten, som sedan resulterade i en omfattande studie 1903-04. Hans första diktsamling Kormtjie zvjozdy gavs ut 1902. Sitt närmast alexandrinska konstideal gav han uttryck för i diktsamlingen Ledstjärnor (1903). Under ett decennium hyllades han som ledare av de ryska symbolisterna i Sankt Petersburg. Formsäkerhet och intellektuell koncentration utmärkte hans poesi från senare år, Cor Ardens (2 band, 1911) och särskilt Vintersonetter (1920). Ett inlägg i samtidens kulturdiskussion blev hans sex brev i Brevväxling från hörn till hörn (1920), ett försvar för äldre tiders värderingar. Ivanov författade även två dramer: Tantalos (1905) och Prometheus (1912). 
Han arbetade även några år som undervisningskommissarie och professor i litteratur. 1924 emigrerade han till Italien och konverterade till katolicismen. Som översättare har han översatt bland annat forngrekisk och italiensk poesi till ryska.